# Cristòfor Buondelmonti
Cristòfor Buondelmonti (nascut el 1386 i mort cap al 1430) fou un geògraf i monjo cristià italià que estudià les civilitzacions antigues.

## Biografia
Nascut gairebé amb tota seguretat a Florència, Buondelmonti pertanyia a una important família noble, extinta al segle xviii, que havia prosperat a la Vall del Greve i, propietària del castell de Montebuoni i terres agrícoles a Valdipesa, mantenia vincles estrets amb Orient.
El monjo Buondelmonti, interessat en l'estudi de les civilitzacions desaparegudes i la geografia, probablement fou deixeble del poeta i humanista italià Guarino Veronese, a través del qual conegué el mecenes Niccolò Niccoli, estudiós de les obres clàssiques i de geografia.

## Obres

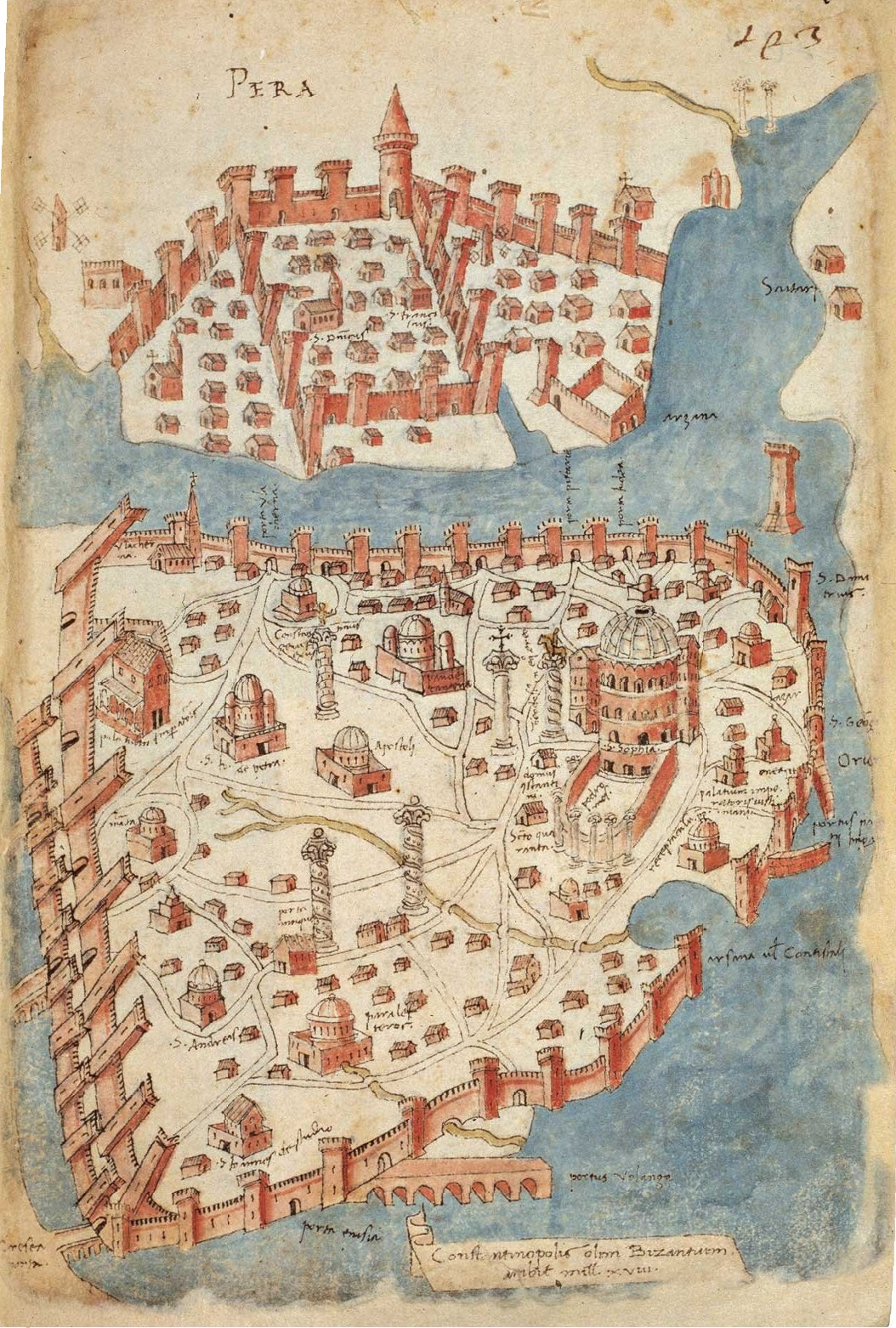
L'únic mapa de Constantinoble fidel a la realitat que es coneix d'abans de la conquesta turca data del 1422 i és obra de Buondelmonti.

Entre el 1414 i el 1430, Buondelmonti visità els llocs més importants de la civilització grega, creuant el mar Egeu i visitant Rodes, Creta, Xipre, l'Hel·lespont i Constantinoble. El fruit d'aquests llargs viatges foren dues obres de contingut historicogeogràfic:
- la Descriptio insulae Cretae tramesa a Florència el 1417, a Nicolau Niccoli
- i el Liber insularum Archipelagi (1420), amb una dedicatòria al cardenal Jordà Orsini. L'obra, reescrita quatre vegades, (l'edició definitiva és del 1430) tingué una gran difusió i fou riportata als insularis il·lustrats, com els d'Enric Martello, Bartomeu de li Sonetti i Benedetto Bordone.

Amb aquestes obres, Buondelmonti, fundà el nou gènere literari dels insularis, un nou llenguatge del Renaixement que representava l'espai combinant la simbologia de les cartes nàutiques amb la descripció corogràfica i alhora històrica dels llocs visitats.

### Manuscrits
- «Liber insularum Arcipelagi» (en llatí), segle xvi.

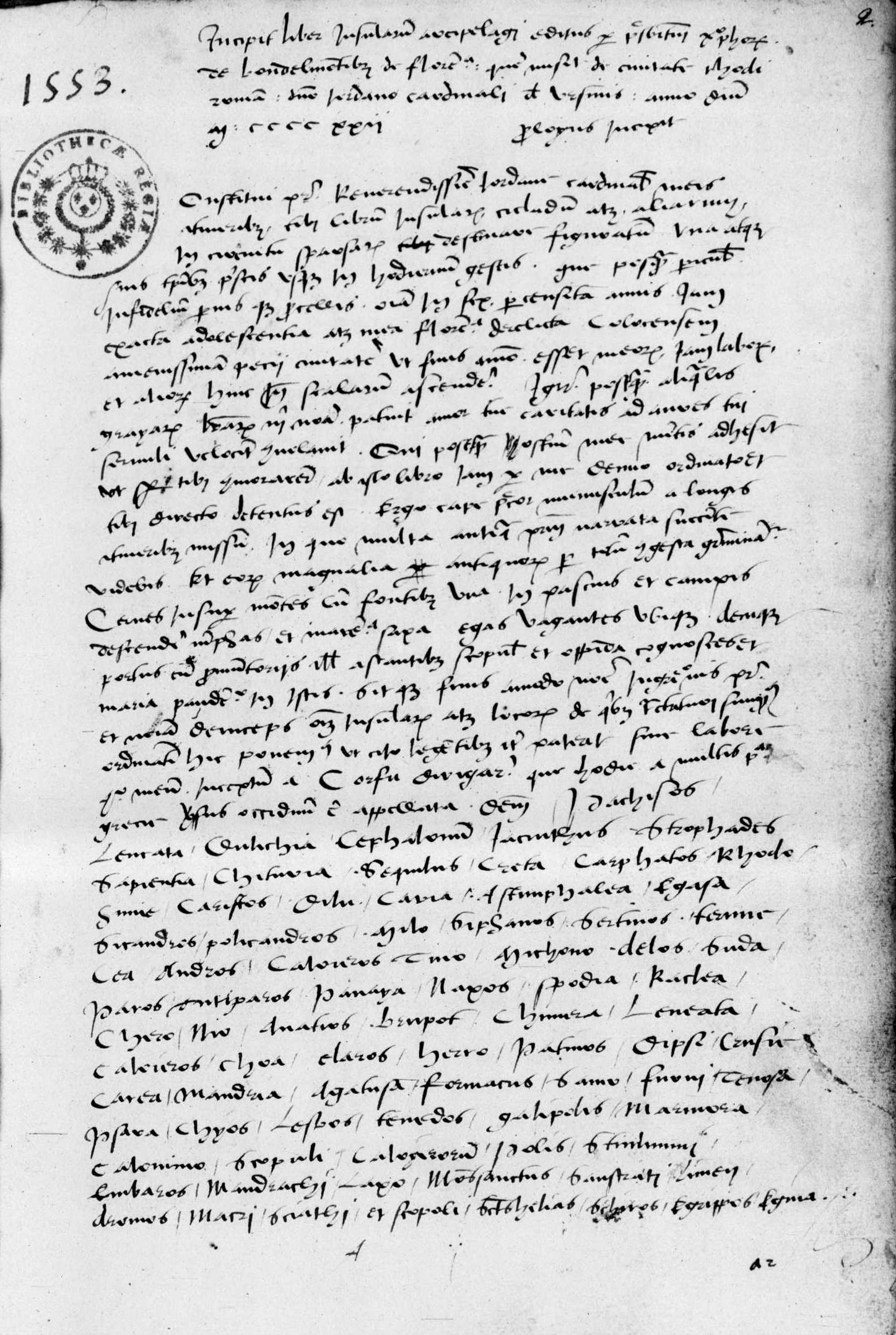
Liber insularum Arcipelagi, manuscrit del segle XVI. París, Bibliothèque Nationale de France, Fonds latin.

## Descobriment de la «llengua de la saviesa»
El 1419, a l'illa d'Andros, Buondelmonti adquirí en nom de Cosme el Vell un manuscrit, traduït al grec per un Felip altrament desconegut, i titulat Hieroglyphica, obra d'un autor desconegut amb el nom d'Horapol·lo, que deia ser egipci. El 1422, el text arribà a Florència i, una vegada traduït del grec, suscità un fort interès entre els humanistes per la seva condició d'únic tractat antic conegut sobre la interpretació dels jeroglífics egipcis, que aleshores es creia que amagaven simbòlicament una «llengua de la saviesa» antiquíssima.